# Wundenbach
Wundenbach ist ein Gemeindeteil der Stadt Gefrees im Landkreis Bayreuth (Oberfranken, Bayern). Die Gemarkung Wundenbach hat eine Fläche von 4,368 km². Sie ist in 502 Flurstücke aufgeteilt, die eine durchschnittliche Flurstücksfläche von 8700,37 m² haben. In ihr liegen neben dem namensgebenden Ort die Gemeindeteile Lübnitz und Neuenreuth.

## Geografie
Das Dorf liegt auf freier Flur am Westrand des Fichtelgebirges. Die Kreisstraße BT 4 führt nach Gefrees (2,2 km südwestlich) bzw. nach Zettlitz (0,8 km nördlich).

## Geschichte
Der Ort wurde im Jahr 1346 als „Wuntenbach“ erstmals urkundlich erwähnt.
Gegen Ende des 18. Jahrhunderts bestand Wundenbach aus 10 Anwesen. Die Hochgerichtsbarkeit sowie die Dorf- und Gemeindeherrschaft stand dem bayreuthischen Stadtvogteiamt Gefrees zu. Grundherren waren folgende bayreuthische Ämter: die Hofkanzlei Bayreuth (1 Hof), das Amt Hallerstein (1 Gut), das Stiftskastenamt Himmelkron (1 Hof, 5 Halbhöfe) und das Verwaltungsamt Streitau (1 Halbhof, 1 Söldengut).
Von 1797 bis 1810 unterstand Wundenbach dem Justiz- und Kammeramt Gefrees. Infolge des Ersten Gemeindeedikts wurde Wundenbach dem 1812 gebildeten Steuerdistrikt Zettlitz und der zugleich entstandenen die Ruralgemeinde Zettlitz zugewiesen. 1819 wurde die Ruralgemeinde Wundenbach gebildet, zu der Lübnitz und Neuenreuth gehörten. Sie war in Verwaltung und Gerichtsbarkeit dem Landgericht Gefrees zugeordnet und in der Finanzverwaltung dem Rentamt Gefrees. 1840 wurde die Gemeinde Wundenbach an das Landgericht Berneck und an das Rentamt Marktschorgast überwiesen (1919 in Finanzamt Marktschorgast umbenannt). Ab 1862 gehörte Wundenbach zum Bezirksamt Berneck. Die Gerichtsbarkeit blieb beim Landgericht Berneck (1879 in Amtsgericht Berneck umgewandelt). Die Gemeinde hatte 1904 eine Gebietsfläche von 4,368 km². Am 1. August 1926 wurde die Gemeinde nach Gefrees eingegliedert.

### Einwohnerentwicklung
Gemeinde Wundenbach
| Jahr      | 1819   | 1840   | 1852   | 1855   | 1861   | 1867   | 1871   | 1875   | 1880   | 1885   | 1890   | 1895   | 1900  | 1905   | 1910   | 1919   | 1925   |
| Einwohner | 196    | 245    | 238    | 224    | 231    | 229    | 257    | 244    | 227    | 217    | 205    | 192    | 191   | 201    | 200    | 188    | 187    |
| Häuser    |        |        |        |        |        |        | 37     |        |        | 35     | 37     |        | 36    |        |        |        | 37     |
| Quelle    | [ 13 ] | [ 14 ] | [ 14 ] | [ 14 ] | [ 15 ] | [ 16 ] | [ 17 ] | [ 18 ] | [ 19 ] | [ 20 ] | [ 21 ] | [ 14 ] | [ 9 ] | [ 14 ] | [ 22 ] | [ 14 ] | [ 14 ] |

Ort Wundenbach
| Jahr      | 001812 | 001819 | 001861 | 001871 | 001885 | 001900 | 001925 | 001950 | 001961 | 001970 | 001987 |
| Einwohner | 66     | 53     | 88     | 87     | 71     | 75     | 69     | 93     | 71     | 65     | 41     |
| Häuser    | 12     |        |        |        | 13     | 14     | 14     | 13     | 13     |        | 12     |
| Quelle    | [ 8 ]  | [ 13 ] | [ 15 ] | [ 17 ] | [ 20 ] | [ 9 ]  | [ 23 ] | [ 24 ] | [ 25 ] | [ 26 ] | [ 1 ]  |

## Religion
Wundenbach ist seit der Reformation evangelisch-lutherisch geprägt und bis heute nach St. Johannes der Täufer (Gefrees) gepfarrt.